# Il respiro live
Il respiro live è il sesto album dal vivo del gruppo musicale Tazenda, pubblicato il 24 settembre 2015 dalla Rusty Records.
Il primo album pubblicato con il cantante Nicola Nite, è stato promosso dal singolo Amore nou, unico brano inedito presente nella lista tracce. Le restanti 15 sono i brani più celebri della carriera ultraventennale del gruppo eseguite dal vivo durante le diverse tappe del Respiro tour del 2014.

## Tracce
Testi e musiche di Gino Marielli, eccetto dove indicato.
1. Amore nou – 3:47 (testo: Anastasi, Marielli)
2. La ricerca di te (Live) – 5:44
3. Preghiera semplice (Live) – 6:11
4. Carrasecare (Live) – 6:10 (testo: Marielli, Marras)
5. Il respiro del silenzio (Live) – 3:52 (testo: Marielli, Mogol)
6. Madre Terra (Live) – 3:45 (testo: Kaballà, Marielli)
7. Pitzinnos in sa gherra (Live) – 4:30 (testo: De André, Marielli)
8. Cuore e vento (Live) – 4:10 (Marielli, Silvestre)
9. In sas nues tuas (Live) – 5:30
10. A Deus piachende/A passu lentu/Etta abba chelu/S'urtima luche/Un alenu 'e sole (Live) – 7:41 (testo: Marielli, Marras)
11. Domo mia (Live) – 3:59 (musica: Bassi, Marielli)
12. Mamojada (Live) – 6:40
13. Desperada e laudada (Live) – 4:03
14. Nanneddu (Live) – 5:12 (testo: Mereu)
15. No potho reposare (Live) – 6:20 (testo: Rachel, Sini)
16. Spunta la Luna dal monte (Live) – 5:48 (testo: Bertoli, Marielli)

## Formazione
Tazenda
- Nicola Nite – voce, chitarra ritmica, chitarra acustica
- Gino Marielli – chitarra solista, cori
- Gigi Camedda – tastiera, voce secondaria

Altri musicisti
- Massimo Cossu – chitarra ritmica
- Massimino Canu – basso
- Marco Garau – batteria
- Marco Camedda – tastiera